# Decoración de libros árabes
El arte pictórico es algo que condenaban los musulmanes ya que estaba prohibido representar figuras con alma, es decir, humanas, ya que sería una causa del peligro de la idolatría, y se le otorgaría la misma importancia que lo hacían los cristianos. Este recelo era especialmente predominante en el arte religioso, pero en el arte cortesano y aúlico, no tanto.  Por lo tanto, dicho arte pictórico se limita a la decoración de los libros. Los primeros ejemplares se remontan al califato abasí.
La decoración era exuberante y se solían utilizar en la mayoría de las ocasiones los mismos elementos que en la arquitectura, por ejemplo la lacería, líneas entrelazadas formando estrellas o polígonos, o el ataurique, dibujos vegetales. Cabe resaltar la importancia de los patrones geométricos,  a través de la geometría se representa la indivisibilidad de Dios. La forma perfecta es el círculo. Se utiliza como patrón que permite crear otros motivos. El diseño es sencillo y se aplican los principios de repetición simétrica, multiplicación o subdivisión.  Se utilizan ramas mixtilíneas entrecruzadas formando rombos, cintas trenzadas, meandros, dibujos en zigzag, ajedrezados y lazos formando estrellas.

## Desarrollo histórico
Durante la época de Bagdad, se realizaron traducciones del griego y del sirio árabe. Muchos de los originales que se tradujeron, incluían miniaturas de medicina, animales y plantas que producían resultados terapéuticos, y por ello era esencial incluirlos en dichos libros. Otros libros que debían incluir ilustraciones eran los dedicados a describir autómatas, figuras agitadas por ingeniosos mecanismos. El Oriente ha sido siempre aficionado a las maravillas fantásticas, maniquíes de madera y trapo que se mueven como seres animados. En la sociedad musulmana, lo secreto, lo inverosímil fue más admirado que lo tangible y lo práctico. En los libros de  astrología y astronomía eran necesarias las ilustraciones, sobre todo de las constelaciones, para guiarse en época de peregrinación.
Las miniaturas de la Escuela de Bagdad han sido catalogadas y su estilo está perfectamente determinado. Son relativamente grandes, en folios de papel agrisado o amarillento, sin fondos pintorescos; las figuras en escala mayor a destacan sobre el espacio vacío de la hoja. Sus colores son intensos, homogéneos y sin medias tintas. Admiten sólo toques de oro.
En las lustraciones de temas históricos, destaca el autor, Rachad odian, que instauró un taller en Tabriz (Persia) donde se dedicaba a copiar libros. Las miniaturas de dichos libros históricos destacan por su gran exactitud y precisión propiamente china.
Con gran importancia, destaca Ferdousi y sus ilustraciones en el “Shāhnāma” o el “Libro de los Reyes”. Sus ilustraciones están en la lengua nacional de Irán. Dicho libro no está basado en Asia Oriental, sino en todos los países y tiempos.
En un estilo más moderno y cercano a la actualidad, se encuentran las Miniaturas del “Khamsa” (“Quinteto”) o Los Cinco Poemas de Nizami. Las historias de Nizami son relatos de interés literario, de ilación estética, son verdaderas obras rimadas”. Todos los episodios proporcionan temas pictóricos para los miniaturistas de manuscritos, que para avenirse al tono del texto han de ser de un estilo más suave, más insinuante que el que exigen las decoraciones del Shāhnāmé de Fidursi.
Otros autores importantes son Bihzad y Riza Abasi.

## Características

### Caligrafía árabe
La caligrafía fue creada por el Islam inspirada en su veneración al libro divino, el Corán, es decir, no nació como un medio para comunicarse. Era un arte aplicado que se desarrolló a la vez que la literatura, consiguiendo su cumbre en los siglos IX y X. La caligrafía no solo se utiliza únicamente en la producción de libros, sino también en otros productos de artesanía y en la arquitectura.
Se destacan dos tipos de caligrafía: la escritura nasijí y la escritura cúfica. La nasijí es la escritura habitual. Es cursiva, de grandes trazos, flexibilidad, y fluidez. En cuanto a la cúfica, es mayúscula y de gran tamaño, es el estilo más antiguo de caligrafía, nacido en Kufa, actualmente llamado Irak. Los primeros ejemplares del Corán se realizaron con este tipo de caligrafía. La escritura se traza con una pluma de ancho corte producido con cálamo y se realizaba con gran refinamiento. Todos los trazos eran gruesos y con amplios lazos.

### Colores
En cuanto a los colores predominantes, son (aparte del oro) el azul, rojo, marrón y verde.
Se solía utilizar un arte abstracto en vez de realista para decorar en mayor medida los títulos, la primera y última página. 
Por ejemplo en el caso del Corán, muchos manuscritos han sido realizados con el estilo cúfico ejecutado en oro acompañado de elementos de tracería, líneas torcidas, patrones geométricos y elementos vegetales. En él, el color azul simboliza el color del firmamento, y las letras doradas representan la Luz Divina difundida por la palabra de Dios.

### Pintura y escritura
En muchos casos es posible que el pintor y el escritor sean la misma persona, la pintura puede llegar a introducir el texto.
El Corán no establece ninguna regla definitiva en cuanto a las imágenes. La Tradición tiene sentencias que parecen favorecer la libertad de pintar, y otras que son las contrarias. Una sentencia del Hadit o Tradición es que los ángeles no entraran en las casas donde haya una campana, un perro o una pintura.
A pesar de esto, la mayoría de los libros árabes están acompañados de miniaturas.Las miniaturas de los libros musulmanes son marginales; forman frisos del ancho de la página o viñetas intercaladas en el texto.
Dependiendo de la época, podemos encontrar un tipo de miniatura u otra. En la época preislámica, Mani, el fundador de los Maniqueos, fue pintor y empleó su arte en la decoración de los libros. Fue reconocido en Persia como un gran pintor, y se decía que era sinónimo de Apeles en Occidente. Mani pintó libros y sus discípulos elogian la belleza y la fealdad de las imágenes creadas por su imaginación. En las más horribles figuras puso el nombre de los Hijos de las Tinieblas para que por su monstruosidad las aborrecieran los lectores. En las más hermosas puso el nombre de Hijos de la luz para que las admiraran por su belleza. Y decía: “He pintado ilustraciones en los libros para que aquellos que no puedan leerlos, comprendan las imágenes”.

### Encuadernación
Otra característica imprescindible es, la encuadernación de los libros, no hay ningún manuscrito islámico que este en formato de rollo o manuscritos, todos están encuadernados. Se debe a que los árabes conocieron la técnica de fabricación de papel mucho antes que los occidentales. El lomo del libro se cubría de cuero, y se le añadían tonos de oro. A partir del siglo XVI, sobre el cuero se aplica la técnica artificial de la laca para producir el efecto de “esmalte”.
Las técnicas de encuadernaciones recogieron las técnicas del gofrado, el estezado (curtir las pieles en seco, a golpes), el fileteado (grabado de líneas en seco) y el dorado, con las que realizaron dibujos geométricos (lacerías, trenzados, dibujos), y las mezclaron con estilos cristianos. La piel podía recubrir por completo la madera, o sólo el lomo y un tercio de la portada (como si se tratara de una holandesa).